# 大村邦夫
大村 邦夫（おおむら くにお、1917年2月1日 - 1978年6月9日）は、日本の政治家。日本社会党所属の衆議院議員（1期）。

## 経歴
山口県出身。1933年広島逓信講習所卒。愛媛県新谷郵便局、満州電信電話牡丹江管理局、同電報電話局、山口県宇部郵便局、山口電気通信管理所、防府電報電話局などに勤務する。全逓宇部、全電通山口管理所、同防府支部の各支部長などを務め、1963年の第30回衆議院議員総選挙において山口2区から日本社会党公認で立候補して当選した。衆議院議員は1期務め、1967年の第31回衆議院議員総選挙で落選、1969年の第32回衆議院議員総選挙でも落選した。このほか社会党山口県連顧問などを務めた。1978年死去。